# 格蘭德里弗鎮區 (愛荷華州第開特縣)
格兰德里弗鎮區（英語：Grand River Township）是位於美國愛荷華州第開特縣的一個行政鎮區。

## 地方資料
根據2010年美國人口普查的數據，格兰德里弗鎮區的面積為92.61平方千米，當中陸地面積為92.43平方千米，而水域面積為0.18平方千米。當地共有人口112人，而人口密度為每平方千米1.21人。